# قاعده رنت
قاعدهٔ رنت (به انگلیسی: Rent's rule) یک قانون تجربی بر مبنای مشاهدهٔ طراحی‌های قبلی است که رابطهٔ بین تعداد پایانه‌های سیگنال و تعداد دروازه‌های منطقی درون یک تراشه را بیان می‌کند. این رابطه را می‌توان به صورت زیر بیان کرد:
{\displaystyle T=kN_{g}^{p}}
که در آن k و p به ترتیب ثابت رنت و توان رنت هستند. Ng تعداد دروازه‌ها و T تعداد پایانه‌های سیگنال است.
این قاعده نخستین بار در دههٔ ۱۹۶۰ میلادی بدست ریچارد رنت از شرکت آی‌بی‌ام مطرح شد. او نتایج تحقیقات خود را به صورت یادداشت‌های غیررسمی داخلی نوشت و هرگز منتشر نکرد، اما محققان پس از او اعتبار نتایجش را تأیید کردند. رنت که رابطهٔ بین تعداد پایه‌های ورودی/خروجی، تعداد اجزای به کار رفته روی مدار چاپی و تعداد ارتباطات بین اجزای مدار بود به رابطهٔ ریاضی بین آن‌ها دست یافت.
{\displaystyle N=k\times G^{e}}
در این رابطه N تعداد سیگنال‌های ورودی/خروجی در یک بخش فرضی یا گروهی از افزاره‌ها، k متوسط تعداد سیگنال‌های ورودی/خروجی در هر وسیله، G تعداد افزاره‌های موجود در بخش و e مقداری بین ۰٫۵ نا ۰٫۷ است.
رنت در دو سری یادداشتش در آی‌بی‌ام نشان داد که اگر منحنی لگاریتمی تعداد پایه‌ها نسبت به تعداد مدارها، در مدارهای منطقی ساخته‌شده توسط آی‌بی‌ام رسم شوند، یک منحنی تقریباً خطی به دست می‌آید و رابطهٔ زیر را می‌توان بین آن‌ها بیان کرد:
{\displaystyle Log\ K=Log(k)+Log\ N+p}
که در آن K تعداد سیم‌های گذرنده از یک بلوک، N تعداد گره‌ها، p توان رنت با مقداری بین ۰٫۵۵ تا ۰٫۸۵، و k ثابت تناسب است.

## کاربرد
میزان سیم‌کشی‌های مورد نیاز و تعداد پایانه‌ها از عوامل بسیار مهم در هزینهٔ تمام‌شدهٔ بسته‌های میکروالکترونیکی هستند که می‌توان از قاعدهٔ رنت در محاسبات آن استفاده کرد. این قاعده که در طراحی‌های واقعی بسیاری مشاهده شده در طراحی وی‌ال‌اس‌آی کاربردهای گسترده‌ای دارد و با استفاده از آن می‌توان طول سیم مورد نیاز را پیش‌بینی کرد و تخمین زد.